# Centro de interrogación de Temara
El centro de interrogación de Temara, también conocido como centro de detención secreto de Temara (en árabe: معتقل تمارة السري‎), es un centro de detención extrajudicial y prisión secreta de Marruecos, ubicado dentro de una zona boscosa de Rabat, en Marruecos. Está dirigido por la Dirección de Vigilancia del Territorio (Direction de la vigilancia du territoire, DST), una agencia de inteligencia nacional marroquí implicada en violaciones de los derechos humanos pasadas y actuales, que continúa arrestando, deteniendo e interrogando a personas sospechosas de participación en actividades antimarroquíes.

## Historia
El primer detenido conocido fue Mohammed Mossadegh Benkhadra (en árabe: محمد مصدق بن خضراء‎) en 1985 y pasó 8 años en detención administrativa y sin juicio. Y más tarde, cuando fue puesto en libertad en 1993, escribió el libro Tazmara 234,  contracción de las palabras Temara y Tazmamart, otra prisión popular y como señal de los continuos abusos desde los Años de Plomo hasta nuestros días. Más recientemente, Zakaria Moumni afirmó haber sido torturado allí cuando fue arrestado en 2010.

## Sitio negro de la CIA

Los llamados vuelos ilegales de «entrega» de la CIA, según informa Rzeczpospolita

Associated Press (AP) informó en agosto de 2010 que, según varios funcionarios y exfuncionarios estadounidenses, el gobierno estadounidense posee grabaciones de vídeo y audio de Ramzi Binalshibh, uno de los acusados de los ataques del 11 de septiembre de 2001, siendo interrogado en una prisión secreta. Los funcionarios estadounidenses dijeron a AP que la prisión estaba dirigida por marroquíes pero financiada en gran medida por la CIA, que a finales de 2002 entregó a Binalshibh a la custodia marroquí y lo mantuvo allí durante cinco meses. El gobierno marroquí nunca ha reconocido la existencia de las instalaciones, a pesar de las acusaciones detenido en Guantánamo, Binyam Mohamed, y otros, de que la CIA utilizó Marruecos como lugar secreto de detención durante el período posterior al 11 de septiembre de 2001.

## Tortura de detenidos
Los miembros de la DST no se consideran parte de la policía judicial y, como tales, no deben arrestar ni retener a sospechosos. Los métodos de tortura denunciados con frecuencia incluyen palizas, suspensión del cuerpo en posiciones retorcidas y amenazas de violación u otros abusos sexuales a los detenidos. Otros métodos denunciados incluyen la violación mediante la inserción forzada de objetos como botellas en el ano, lprivación del sueño, quemaduras de cigarrillos y la aplicación de electrodos activos en el cuerpo. Varias organizaciones no gubernamentales como Amnistía Internacional y Human Rights Watch han denunciado informes de tortura en las instalaciones.